# Nébuleuse de l'Huître
La nébuleuse de l'Huître (NGC 1501) est une nébuleuse planétaire située dans la constellation de la Girafe. NGC 1501 a été découvert par l'astronome germano-britannique William Herschel en 1787.

## Observation
Avec une magnitude visuelle apparente de 11,5, on peut l'observer avec un télescope dont l'ouverture est d'au moins 200 mm.  

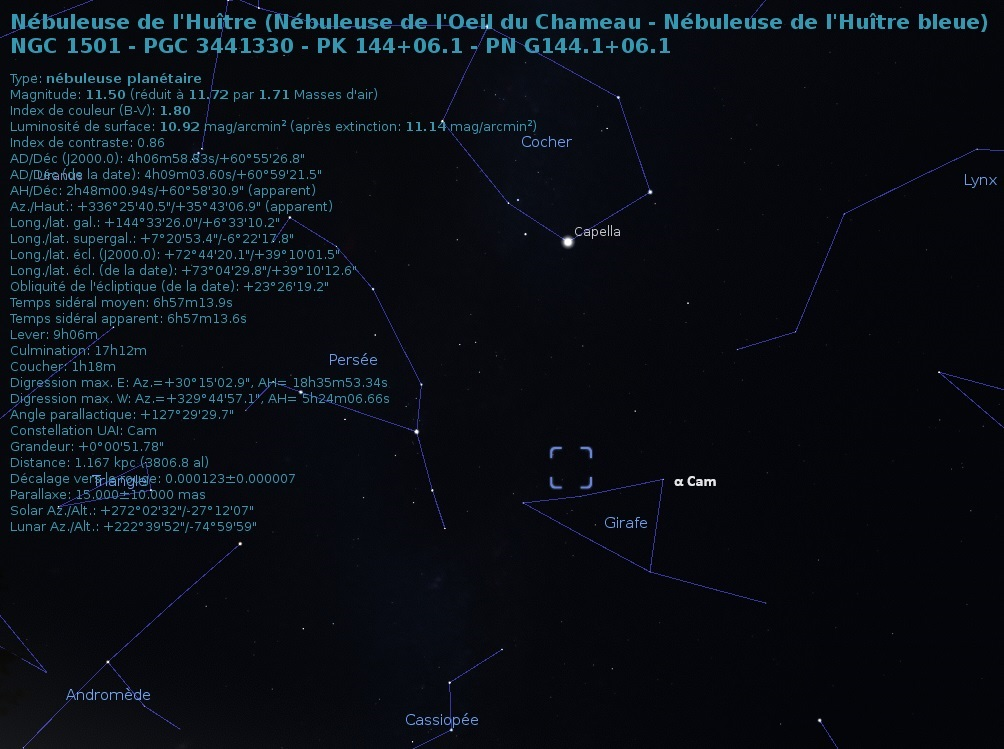
Localisation de NGC 1501 dans la constellation de la Girafe (Stellarium).

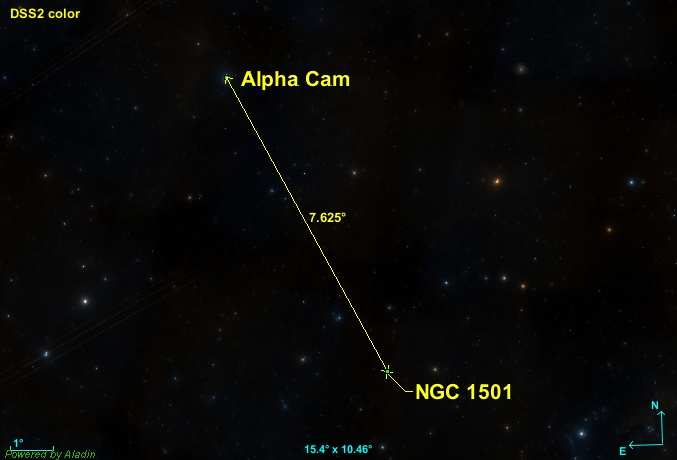
Position de NGC 1501 par rapport à une étoile.

La nébuleuse NGC 1501 est située à environ 7,6 au sud-ouest d'Alpha Camelopardalis.

## Caractéristiques

### Distance
Selon les données publiées par Gaia EDR3 en 2020, la parallaxe de NGC 1501 est égale à 0,578 9 ± 0,192 mas, ce qui correspond à une distance de 1 727+59
−55 km/s.

### Taille
Selon les sources, la taille apparent de la nébuleuse est comprise entre 0,863', et 1,0', ce qui, compte tenu de la distance et grâce à un calcul simple, équivaut à une taille réelle de 1,53 ± 0,16 al.

### Vitesse
Deux valeurs identiques de la vitesse sont aussi indiquées sur Simbad, soit 36,9 ± 2,0 km/s et 36,9 km/s.

### Structure

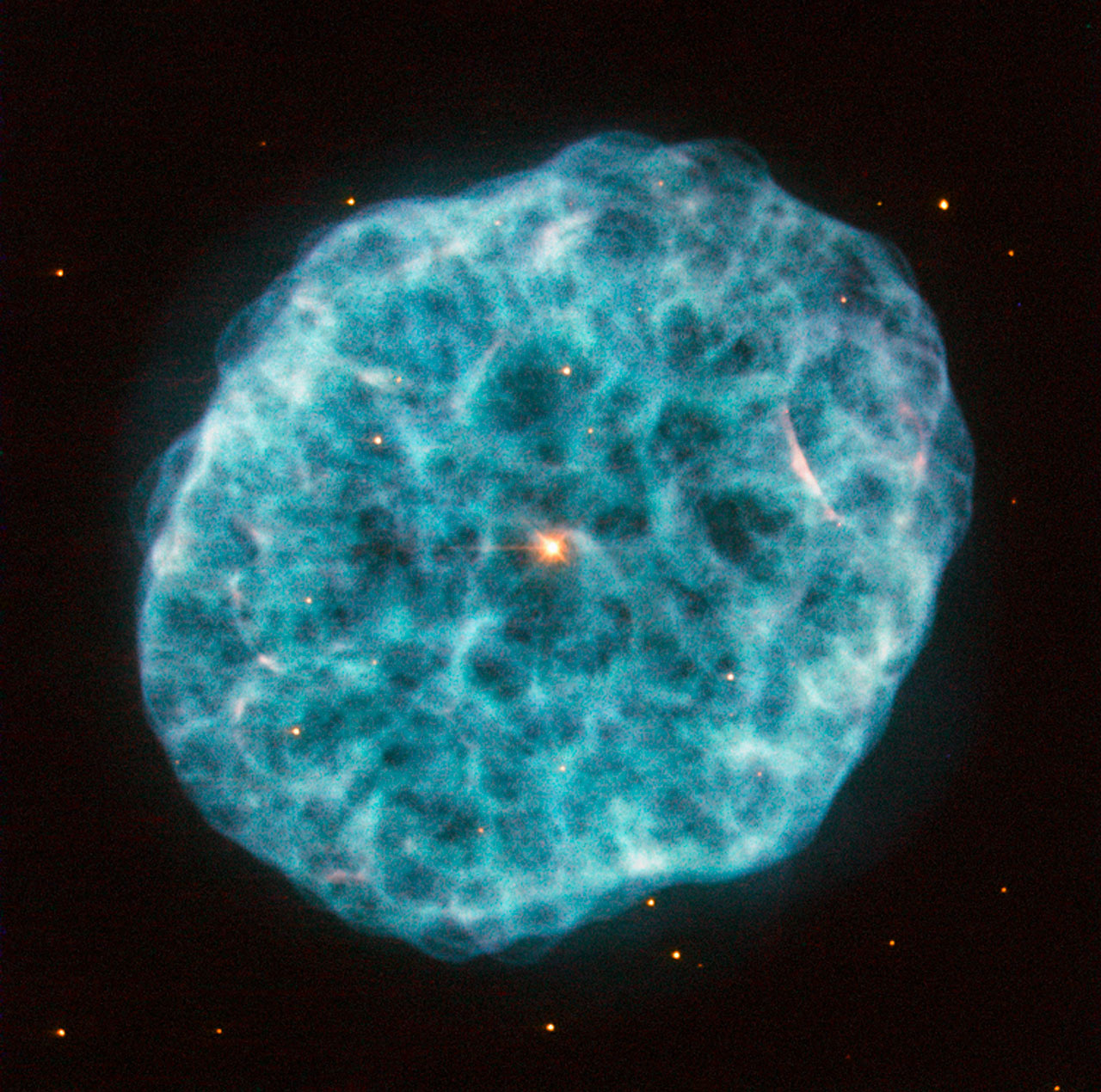
NGC 1501 par Judy Schmidt.

Elle se présente sous la forme d'un nuage elliptique irrégulier, qui pourrait provenir de l'interaction entre le matériel de la nébuleuse et les vents stellaires de la naine blanche centrale WC4/OVI. Ce nuage s'étend sur 1,2 année-lumière environ. La température de surface de cette naine blanche est très élevée, presque 90 000 kelvins.